# Ecpetala obtusa
Ecpetala obtusa là một loài bướm đêm trong họ Geometridae.